# Przelewice (gmina)
Pour les articles homonymes, voir Przelewice.
Przelewice est une gmina rurale du powiat de Pyrzyce, Poméranie occidentale, dans le nord-ouest de la Pologne. Son siège est le village de Przelewice, qui se situe environ 14 km à l'est de Pyrzyce et 48 km au sud-est de la capitale régionale Szczecin.
La gmina couvre une superficie de 162,2 km2 pour une population de 5 285 habitants en 2016.

## Géographie
La gmina inclut les villages de Bylice, Czartowo, Gardziec, Jesionowo, Karsko, Kłodzino, Kluki, Kosin, Laskowo, Lubiatowo, Lucin, Myśliborki, Oćwieka, Płońsko, Przelewice, Przywodzie, Radlice, Rosiny, Rutnica, Ślazowo, Topolinek, Ukiernica, Wołdowo, Wymykowo et Żuków.
La gmina borde les gminy de Barlinek, Dolice, Lipiany, Pyrzyce et Warnice.

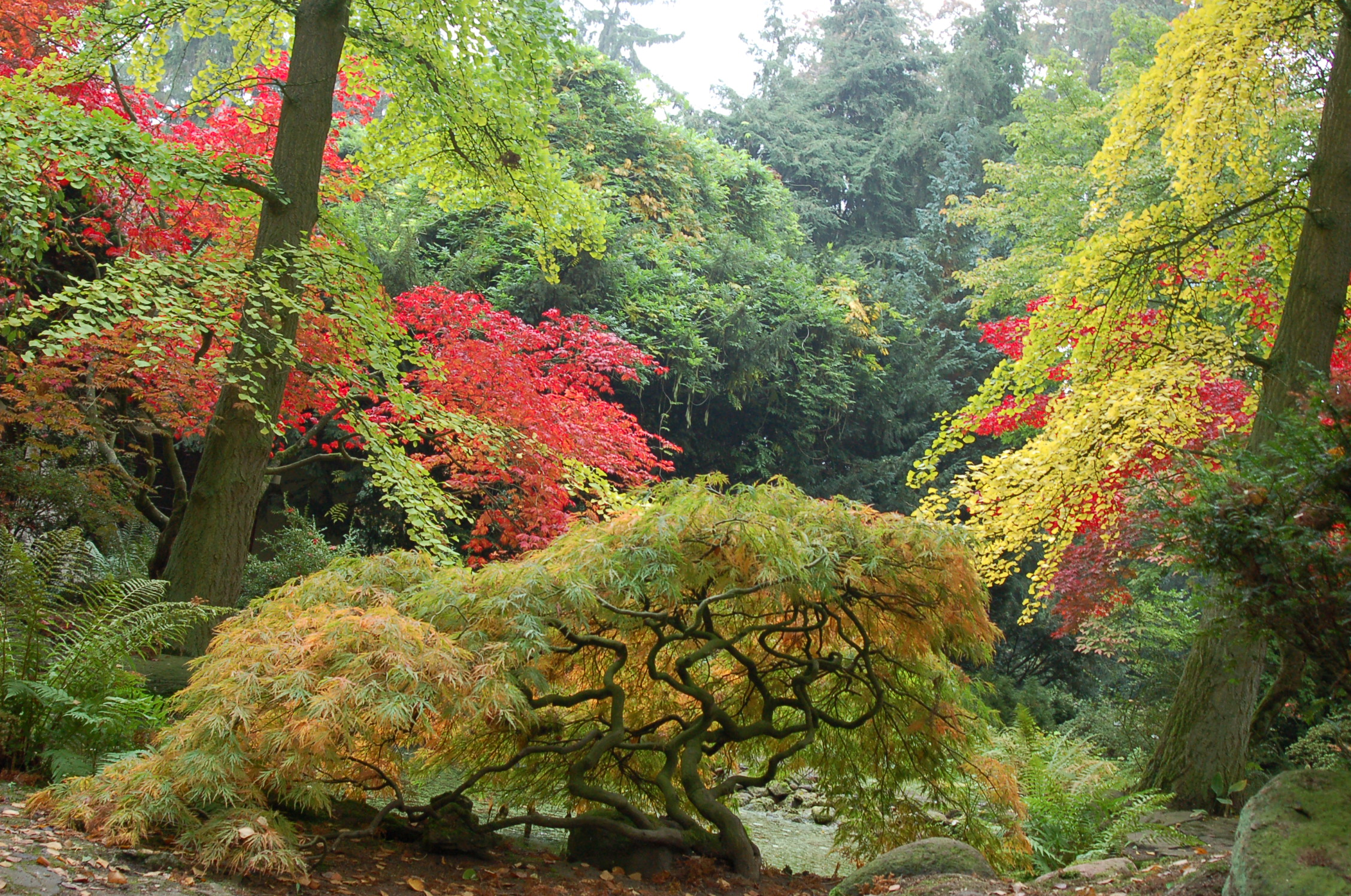
Jardin japonais de Jardin dendrologique dans Przelewice